# 사지빵
사지빵(sac+pão) 또는 타바빵(तवा+pão)은 서아시아·중앙아시아·남아시아의 납작빵이다. 얇게 밀어 편 빵반죽을 사지(사즈)나 타바로 불리는 번철 같은 조리도구에 구워 만든다.

## 종류
터키에서 사지 에크메이(튀르키예어: sac ekmeği→사지빵)로 불리는 빵은 유프카빵이다. 비슷한 음식이 아제르바이잔에서 쾨브레크 최레이로 불린다. 쿠르디스탄의 유사한 음식인 나네 티르도 나네 사지(소라니 쿠르드어: نان ساجی→사지빵)라 불리며, 이것이 이란에서는 나네 코르디(→쿠르드빵)라 불리기도 한다.
팔레스타인에서 쿠브즈 앗사즈(아랍어: خبز الصاج→사즈빵)로 불리는 빵은 슈라크인데, 이는 탄누르에서 굽는 마르꾸끄와 구분된다.
남아시아에서는 타바에 굽는 로티를 타바 로티(힌디어: तवा रोटी)라 부른다.

## 사진

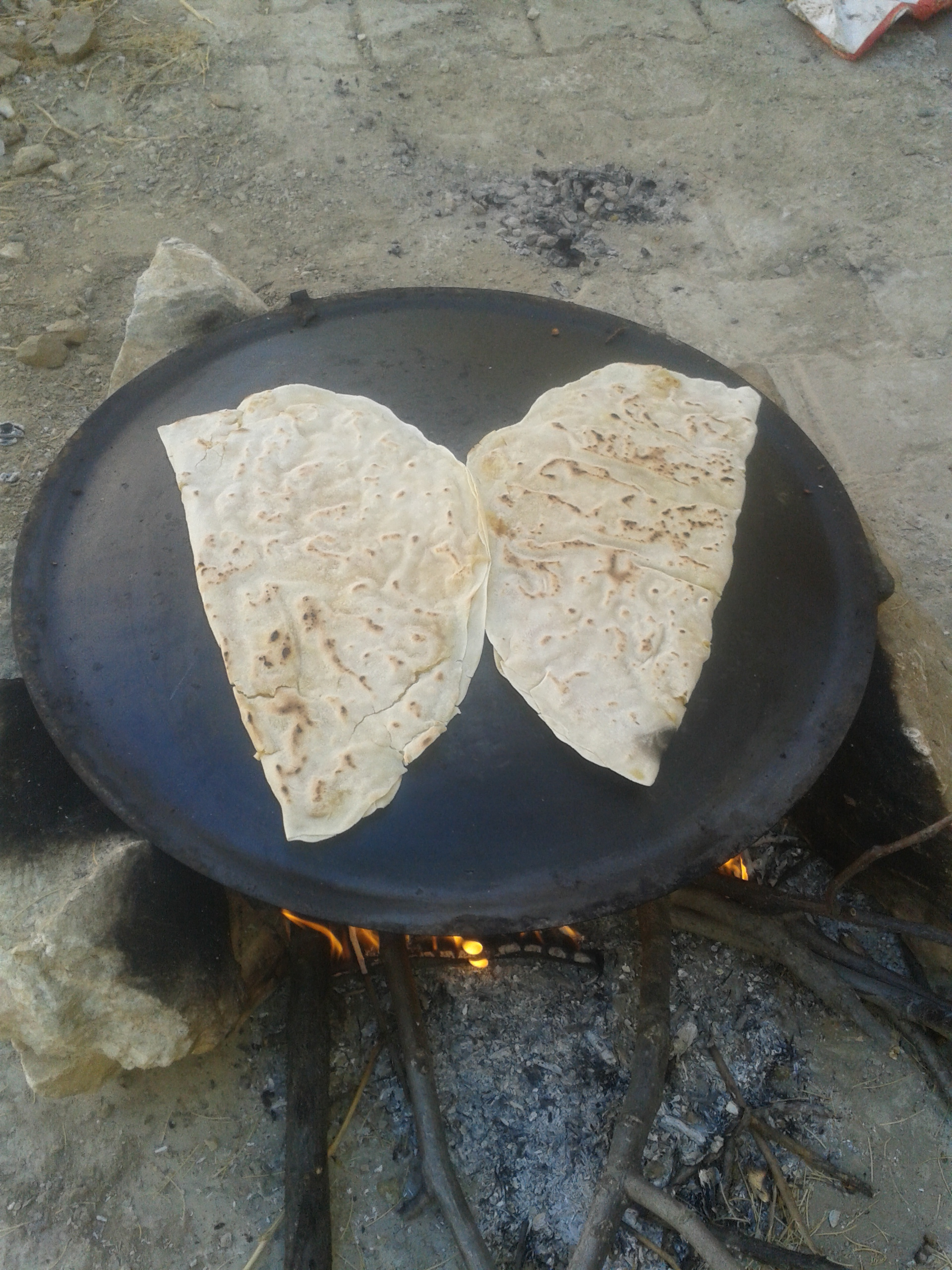
괴즐레메 (터키)
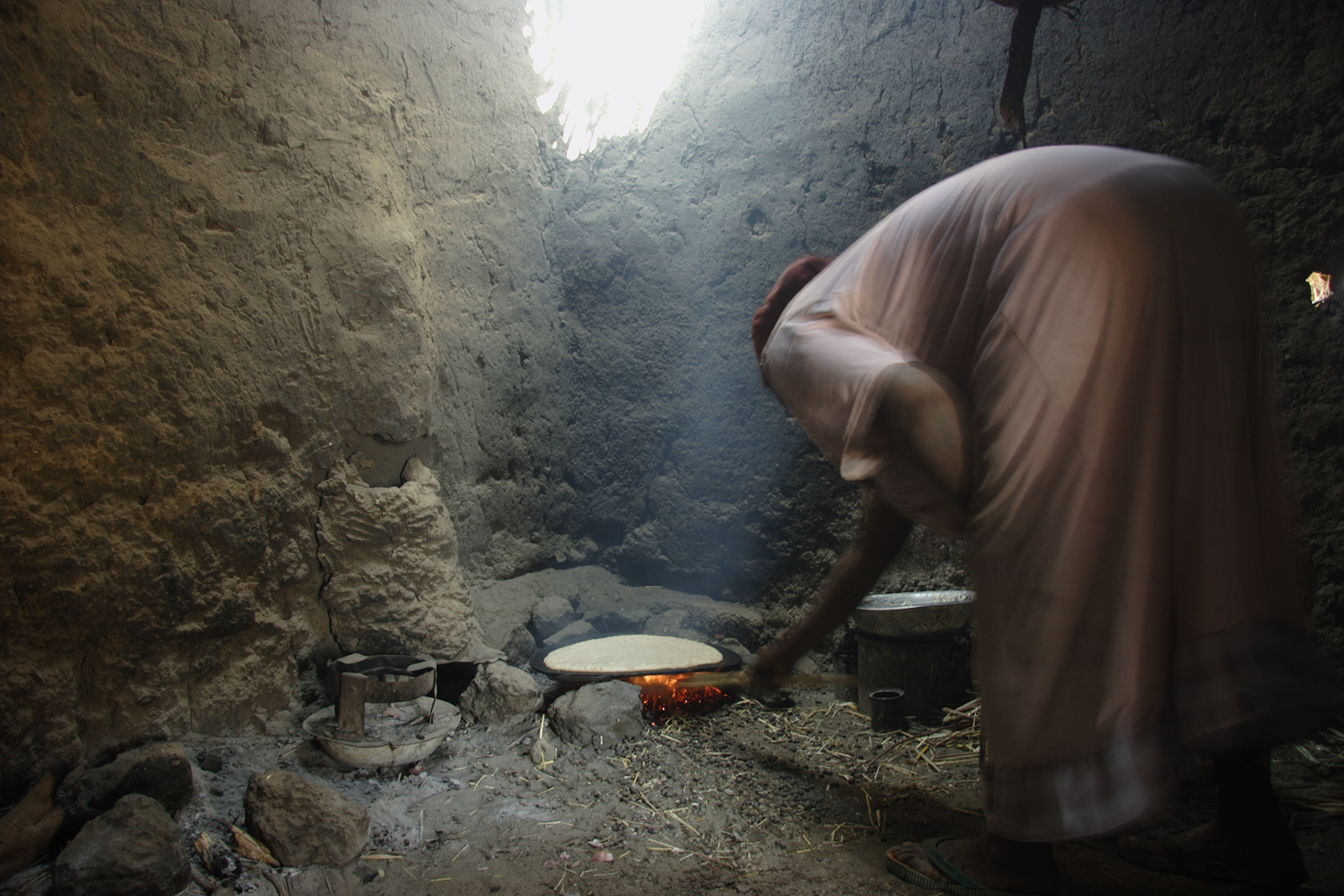
꾸라사 (수단)
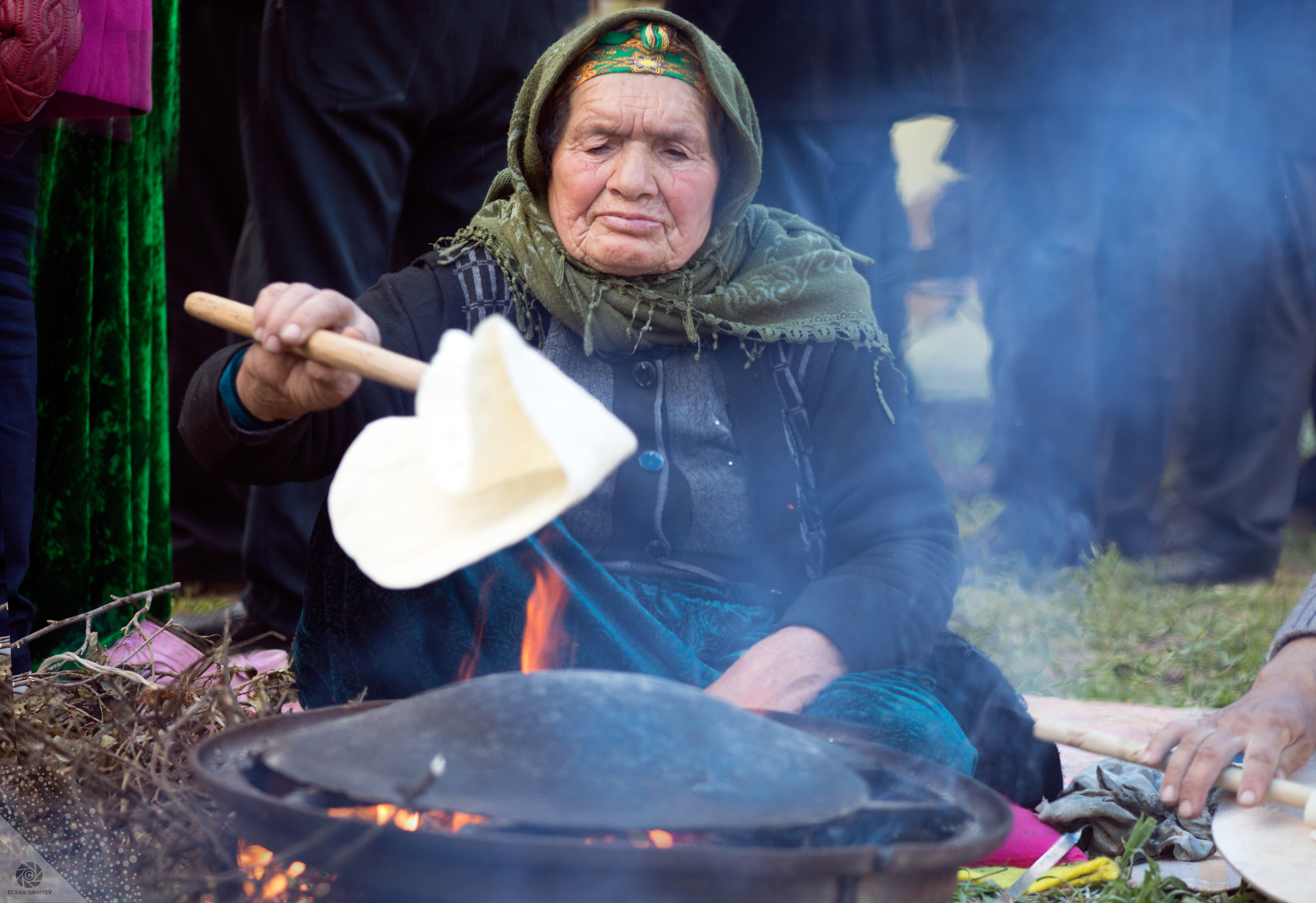
라바슈 (아제르바이잔)
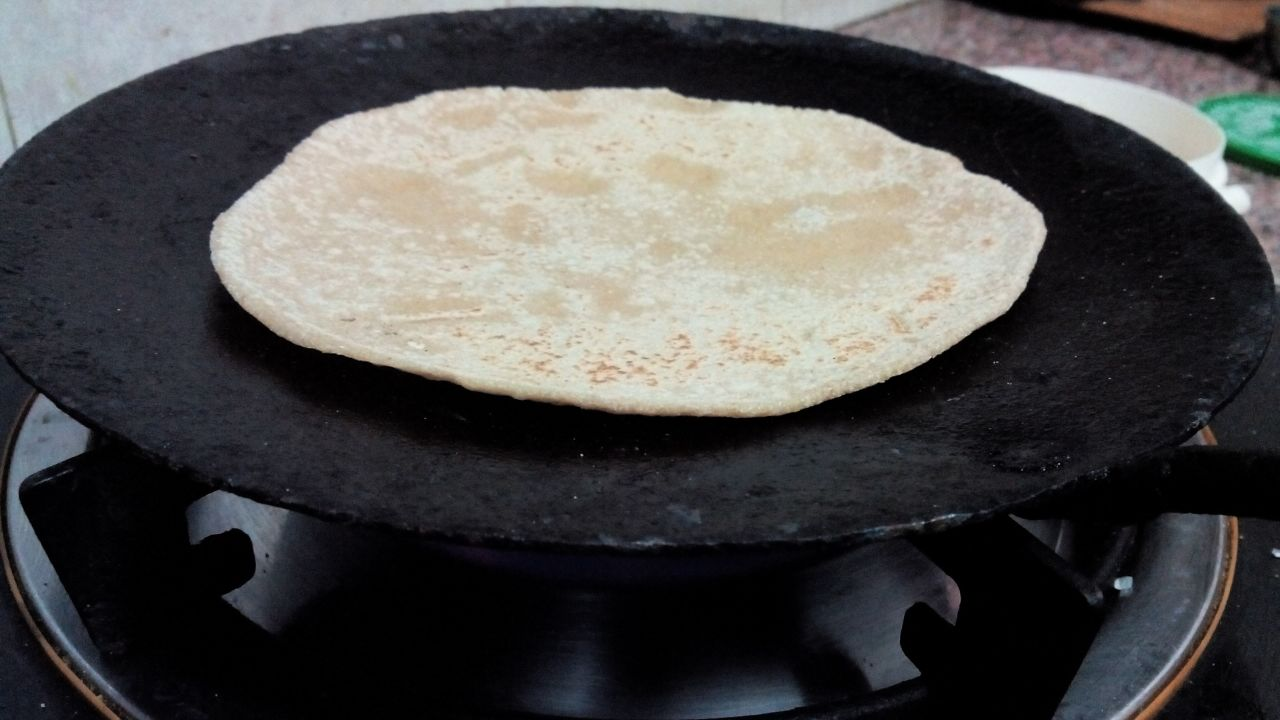
로티 (인도)
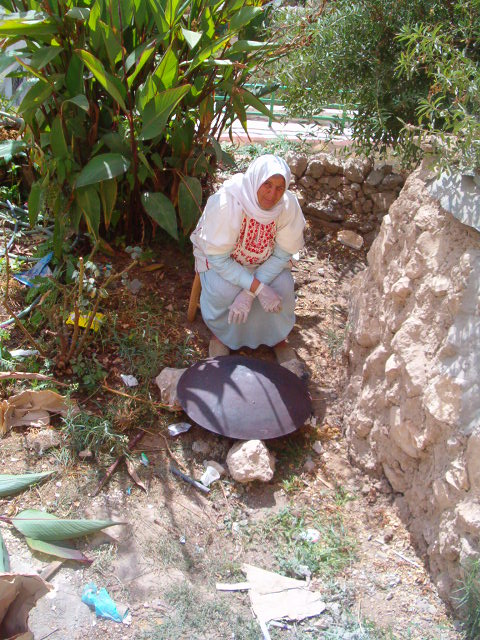
슈라크 (팔레스타인)
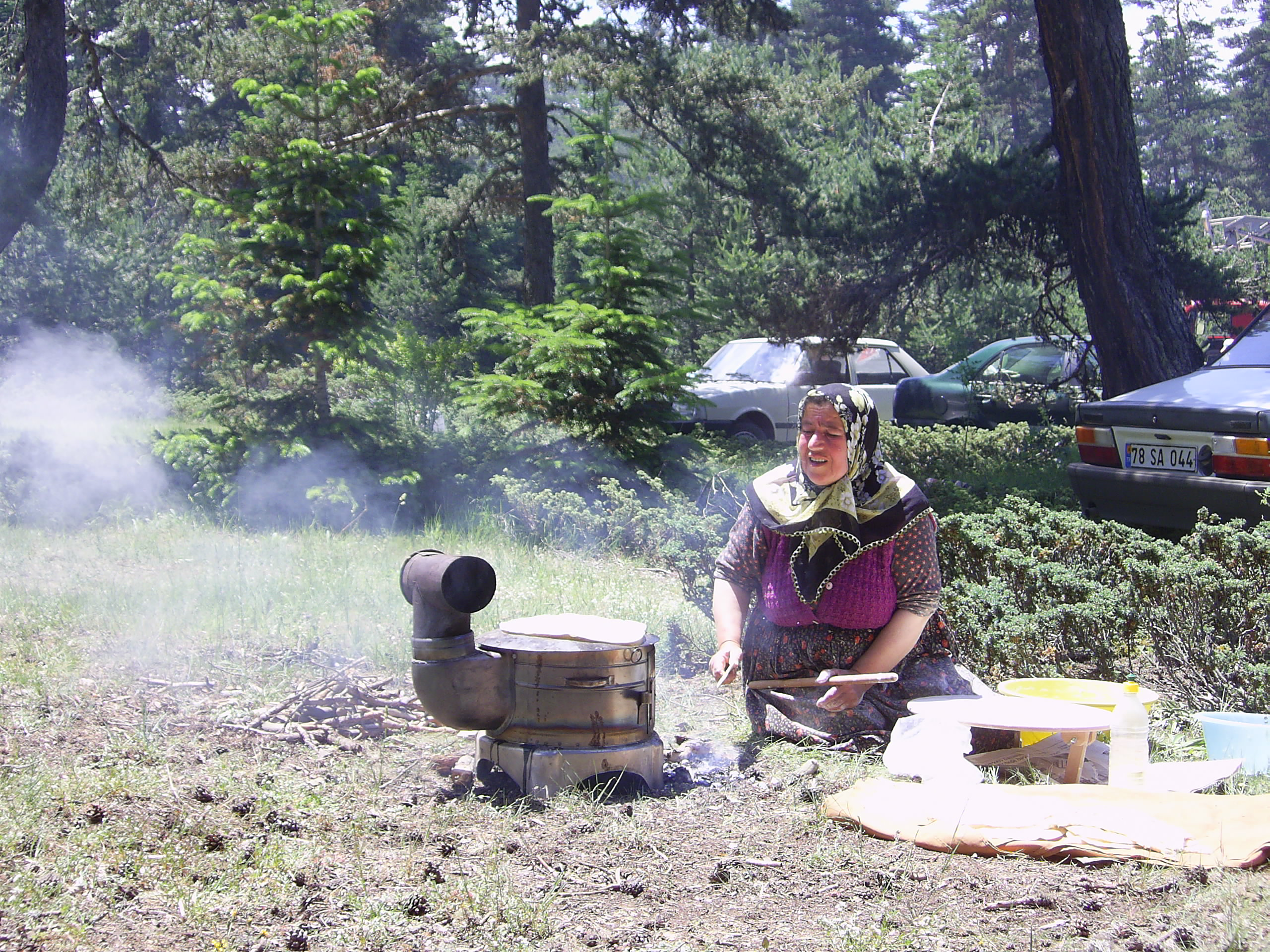
유프카빵 (터키)
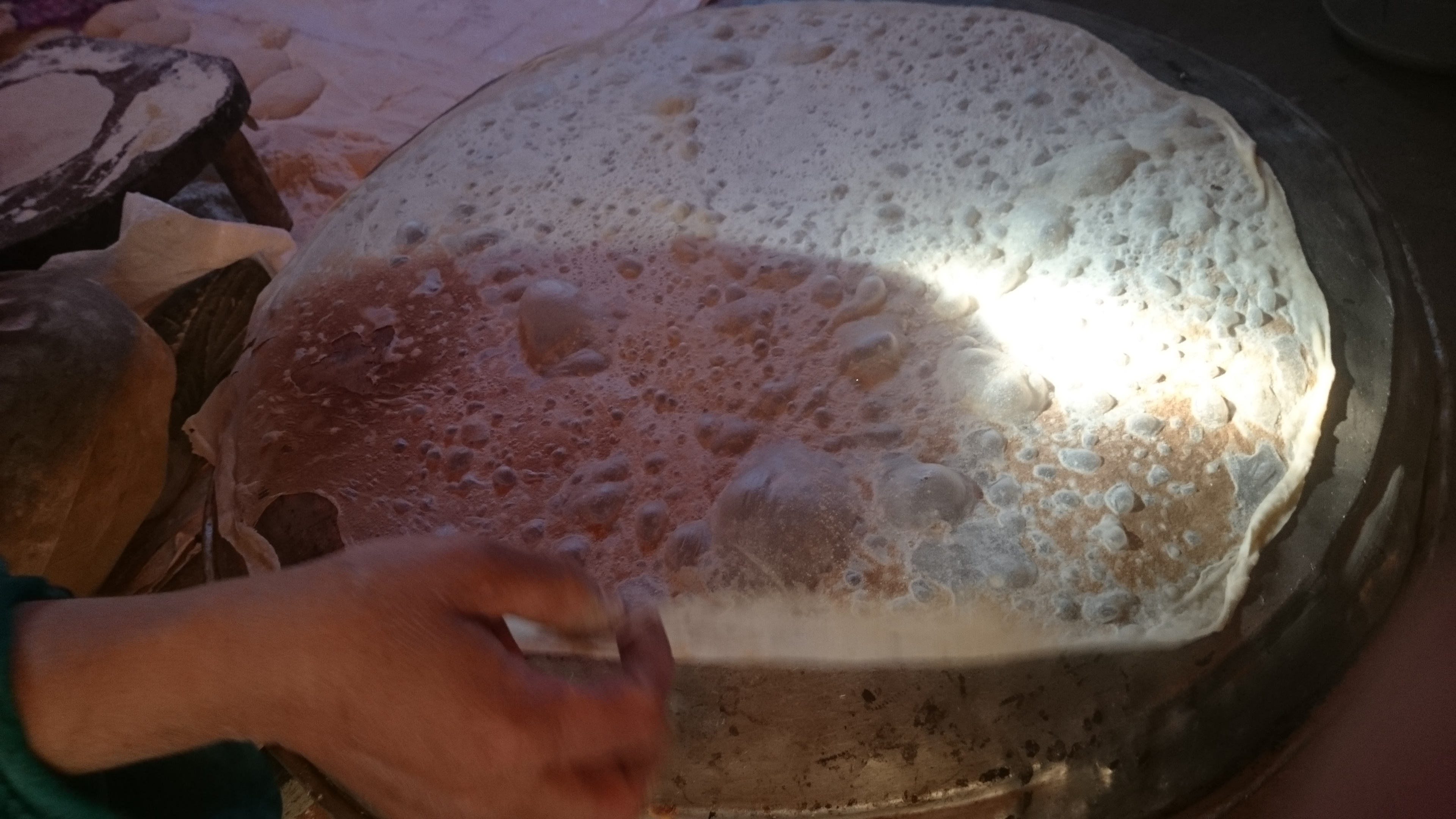
쿠르드빵 (이란)

## 같이 보기
- 라바시
- 마르꾸끄